# Harrisville (Nuevo Hampshire)
Harrisville es un pueblo ubicado en el condado de Cheshire en el estado estadounidense de Nuevo Hampshire. En el Censo de 2010 tenía una población de 961 habitantes y una densidad poblacional de 18,41 personas por km².

## Geografía
Harrisville se encuentra ubicado en las coordenadas 42°56′54″N 72°4′7″O / 42.94833, -72.06861. Según la Oficina del Censo de los Estados Unidos, Harrisville tiene una superficie total de 52.2 km², de la cual 48.13 km² corresponden a tierra firme y (7.8%) 4.07 km² es agua.

## Demografía
Según el censo de 2010, había 961 personas residiendo en Harrisville. La densidad de población era de 18,41 hab./km². De los 961 habitantes, Harrisville estaba compuesto por el 98.23% blancos, el 0.52% eran afroamericanos, el 0% eran amerindios, el 0.31% eran asiáticos, el 0% eran isleños del Pacífico, el 0.31% eran de otras razas y el 0.62% pertenecían a dos o más razas. Del total de la población el 0.62% eran hispanos o latinos de cualquier raza.